# Nielsenit
Nielsenit ist ein sehr selten vorkommendes Mineral aus der Mineralklasse der „Elemente (einschließlich natürliche Legierungen, intermetallische Verbindungen, Carbide, Nitride, Phosphide und Silicide)“ mit der chemischen Zusammensetzung PdCu3 und ist damit chemisch gesehen eine Intermetallische Verbindung aus Palladium und Kupfer im Verhältnis 1 : 3.
Nielsenit kristallisiert im tetragonalen Kristallsystem, konnte aber bisher nur in Form tropfenähnlicher oder unregelmäßiger Körner bis etwa 0,05 mm Größe gefunden werden. Das Mineral ist in jeder Form undurchsichtig (opak) und zeigt auf den stahlgrauen Kornoberflächen einen deutlichen Metallglanz. Seine Strichfarbe ist schwarz.

## Etymologie und Geschichte
Erstmals entdeckt wurde Nielsenit in der Skaergaard-Intrusion im Kangerlussuaq-Komplex in der grönländischen Qeqqata Kommunia und beschrieben 2008 durch Andrew M. McDonald, Louis J. Cabri, Nikolay S. Rudashevsky, Christopher J. Stanley, Vladimir N. Rudashevsky und Kirk C. Ross, die das Mineral nach dem Geologen Troels F. D. Nielsen benannten.
Typmaterial, das heißt Mineralproben aus dessen Typlokalität wird im Geologischen Museum in Kopenhagen, Dänemark unter der Katalog-Nr. 2008.1 aufbewahrt.

## Klassifikation
Bereits in der veralteten, aber teilweise noch gebräuchlichen 8. Auflage der Mineralsystematik nach Strunz gehörte der Nielsenit zur Mineralklasse der „Elemente“ und dort zur Abteilung der „Metalle und intermetallischen Legierungen (ohne Halbmetalle)“, wo er zusammen mit Chengdeit, Ferronickelplatin, Isoferroplatin, Tetraferroplatin und Tulameenit die unbenannte Gruppe I/A.15 bildete.
Die seit 2001 gültige und von der International Mineralogical Association (IMA) verwendete 9. Auflage der Strunz’schen Mineralsystematik ordnet den Nielsenit ebenfalls in die Abteilung der „Metalle und intermetallischen Verbindungen“ ein. Diese ist allerdings weiter unterteilt nach der Zugehörigkeit der beteiligten Metalle zu bestimmten Element-Familien, so dass das Mineral entsprechend seiner Zusammensetzung in der Unterabteilung „PGE-Metall-Legierungen“ zu finden ist, wo es als einziges Mitglied die unbenannte Gruppe 1.AG.70 bildet.
Auch die vorwiegend im englischen Sprachraum gebräuchliche Systematik der Minerale nach Dana ordnet den Nielsenit in die Klasse und dort in die gleichnamige Abteilung der „Elemente“ ein. Hier ist er zusammen mit Bortnikovit in der unbenannten Gruppe 01.02.14 innerhalb der Unterabteilung „Elemente: Platingruppenmetalle und -legierungen“ zu finden.

## Kristallstruktur
Synthetisch erzeugter Nielsenit kristallisiert tetragonal in der Raumgruppe P4mm (Raumgruppen-Nr. 99) mit den Gitterparametern a = 3,710 Å und c = 25,655 Å sowie 4 Formeleinheiten pro Elementarzelle.

## Bildung und Fundorte
Nielsenit bildet sich als Kristallisationsprodukt von nicht mischbaren Schmelzen in thoelitischem Gabbro unterhalb einer Temperatur von 508 °C innerhalb von hoch differenzierten Intrusionsschichten. Als Begleitminerale treten unter anderem Bornit, Chalkosin, Keithconnit, Skaergaardit, Vasilit und Zvyagintsevit auf.
Neben seiner Typlokalität, der Skaergaard-Intrusion im Kangerlussuaq-Komplex, konnte das Mineral in Grönland nur noch in einem nahe gelegenen platinhaltigen Riff entdeckt werden.
Die einzigen weiteren bisher bekannten Fundorte (Stand 2017) liegen im Pindos Ophiolith-Komplex im Gebiet um Korydallos in der griechischen Region Epirus und in der Cu-Ni-Lagerstätte Monchegorsk bei Montschegorsk in der russischen Oblast Murmansk.